# 唱名
唱名（solfège, solfeggio, solfeo），也稱為六凡（sol-fa）或六反，是用來教授音高和視唱的音樂教育方法。有助於演唱者區分音程，并加強對樂理的理解。它是一種階名唱法，而這兩個表達方式實際上常被混用。

## 西方唱名
學習唱名涉及到一系列音節，在英語國家通常是do（音調唱名法中的doh）、 re、mi、fa、sol（音調唱名法中的so ）、la、ti（或si）。
唱名有首调唱名法与固定唱名法两种。
- 首调唱名法：将当前调的主音唱成do。
- 固定唱名法：将do、re、mi、fa、sol、la、ti与C、D、E、F、G、A、B一对应。无论哪个调，唱名都是绝对的。

注意：唱名跟音名是不一樣的，例如在日語中，音名由下到上分別是「ハ、ニ、ホ、ヘ、ト、イ、ロ」，但是唱名由下到上則分別是「ド、レ、ミ、ファ、ソ、ラ、シ」，例如對於降E大調的日語名稱，我們會說而不會說，但是對於C這個音在降E大調的唱法，我們會唱成「ラ」而不會唱成「イ」，C這個音永遠只會是「ハ」而不會是「イ」，但C這個音只有在C大調/a小調才是「ド」，在F大調/d小調中它是「ソ」，在降E大調/c小調中是「ラ」，在降D大調/降b小調當中，它變成「シ」，而在A大調/升f小調當中，它就變成「ミ♭」了。

## 中国古代唱名
一般用合、四/士、一/乙、上、尺、工、凡/反、六、五做唱名，大概相当于西方音乐的sol、la、ti、do、re、mi、fa、sol、la。